# Campionati europei di pattinaggio di velocità 2022 - Team sprint femminile
L'evento del team sprint femminile dei Campionati europei di pattinaggio di velocità 2022 si è svolto il 7 gennaio 2022 alla Thialf di Heerenveen, nei Paesi Bassi.

## Risultati
| Pos | Pair | Corsia | Nazione                                                          | Tempo   | Diff  |
| --- | ---- | ------ | ---------------------------------------------------------------- | ------- | ----- |
| 1   | 2    | s      | Polonia Andżelika Wójcik Kaja Ziomek Karolina Bosiek             | 1:27.26 |       |
| 2   | 1    | c      | Bielorussia Yauheniya Varabyova Hanna Nifantava Ekaterina Sloeva | 1:31.18 | +3.92 |
| 3   | 2    | c      | Norvegia Julie Nistad Samsonsen Martine Ripsrud Ane By Farstad   | 1:31.43 | +4.17 |
| 4   | 1    | s      | Germania Katja Franzen Sophie Warmuth Lea Sophie Scholz          | 1:32.29 | +5.03 |